# Shakhobidin Zoirov
Shakhobidin Zoirov est un boxeur ouzbek né le 3 mars 1993.

## Carrière
Médaillé d'or aux Jeux olympiques de Rio en 2016 dans la catégorie poids mouches, il bat en finale le russe Misha Aloyan sur le score de 2-1. Zoirov remporte également dans sa carrière de boxeur amateur une médaille d'argent aux jeux asiatiques d'Incheon en 2014 et deux autres aux championnats d'Asie à Amman en 2013 et à Bangkok en 2015.

## Palmarès

### Jeux olympiques
- Médaille d'or en -52 kg aux jeux olympiques de 2016 à Rio de Janeiro, Brésil

### Championnats du monde de boxe amateur
- Médaille d'or en -52 kg aux championnats du monde 2019 à Iekaterinbourg, Russie

### Jeux asiatiques
- Médaille d'argent en -52 kg aux jeux asiatiques de 2014 à Incheon, Corée du Sud

### Championnats d'Asie de boxe amateur
- Médaille d'argent en -52 kg aux championnats d'Asie 2013 à Amman, Jordanie
- Médaille d'argent en -52 kg aux championnats d'Asie 2015 à Bangkok, Thaïlande